# Майкл Свонвік
Майкл Ю́рген Сво́нвік (англ. Michael Jurgen Swanwick, нар. 18 листопада 1950, Скенектаді, Нью-Йорк, США) — американський письменник і дослідник жанру фантастики. Відомий неординарними романами у жанрі кіберпанку, класичними творами у жанрах наукової фантастики, альтернативної історії і технофентезі. Лауреат численних галузевих премій.

## Твори

### Романи
- «У зоні викиду» (In the Drift, 1985)
- «Вакуумні квіти» (Vacuum Flowers, 1987)
- «Припливні станції» (Stations of the Tide, 1991) — Премія Небьюла
- «Донька залізного дракона» (The Iron Dragon's Daughter, 1993)
- «Джек Фауст» (Jack Faust, 1997)
- «Кістки Землі» (Bones of the Earth, 2002)
- «Дракони Вавилону» (The Dragons of Babel, 2008)
- «Танці з ведмедями» (Dancing With Bears, 2011)
- «Мати залізного дракона» (The Iron Dragon's Mother, 2019)

### Повісті та оповідання
- «Свято Святої Дженіс» (The Feast of Saint Janis, 1980)
- «Гінунгагап» (Ginungagap, 1980)
- «Поцілунок Муммера» (Mummer Kiss, 1981) — увійшов до роману «В зоні викиду»
- Til Human Voices Wake Us (1981)
- Touring (1981) — у співавторстві з Джеком Данном[d] (Jack Dann) та Гарднером Дозуа (Gardner Dozois)
- Walden Three (1981)
- Snow Job (1982) — у співавторстві з Гарднером Дозуа
- «Людина, яка зустріла Пікассо» (The Man Who Met Picasso, 1982)
- Marrow Death (1984) — оповідання увійшло до роману «В зоні викиду»
- «Льодовиковий період» (Ice Age, 1984)
- Afternoon at Schrafft's (1984) — у співавторстві з Джеком Данном та Гарднером Дозуа
- «Троянський кінь» (Trojan Horse, 1984)
- When the Music's Over (1984)
- Virgin Territory (1984) — також видавалося як «Золоті яблука Сонця» (Golden Apples of the Sun, 1990); у співавторстві з Джеком Данном и Гарднером Дозуа
- «Трансміграції Філипа К.» (The Transmigration of Philip K, 1985)
- «Боги Марса» (The Gods of Mars, 1985) — у співавторстві з Джеком Данном та Гарднером Дозуа
- «Хто тут з Юти?» (Anyone Here from Utah?, 1985)
- «Сліпий мінотавр» (The Blind Minotaur, 1985)
- «Поєдинок» / «Собачий бій» (Dogfight, 1985) — номінація на Locus Award'86, Hugo Award'86, Nebula Award'85, SF Chronicle Award'85; у співавторстві з Вільямом Гібсоном
- Covenant of Souls (1986)
- Foresight (1987)
- The Dragon Line (1988)
- A Midwinter's Tale (1988)
- The Overcoat (1988)
- «Снігові янголи» (Snow Angels, 1989)
- The Edge of the World (1989) — Theodore Sturgeon Memorial Award'89
- «НЛО» [U F O] (1990)
- Writing In My Sleep (февраль-октябрь 1991) — дев'ять мікрооповідань
- Fantasies (1991) — у співавторстві з Тімом Салліваном (Tim Sullivan)
- «Бездротова глупота» (The Wireless Folly, лютий 1992)
- «Концерт» (In Concert, 1992)
- «Холодне залізо» (Cold Iron, 1993) — уривок з роману «Дочка залізного дракона»
- Picasso Deconstructed: Eleven Still-Lifes (1993)
- The Changeling's Tale (1994)
- «Маска» (The Mask, 1994) — оповідання, переписане 2000 року для збірки [Cigar-Box Faust]
- «Місто Бога» (The City of God, 1995) — у співавторстві з Гарднером Дозуа
- North of Diddy-Wah-Diddy (1995)
- «Радіохвилі» (Radio Waves, 1995) — «Всесвітня премія фентезі’96»
- Walking Out (1995)
- «Кораблі» (Ships, 1996) — у співавторстві з Джеком Данном
- The Dead (1996)
- An Abecedary of the Imagination (1996)
- Mother Grasshopper (1997)
- The Wisdom of Old Earth (1997)
- Wild Minds (1998)
- Radiant Doors (1998)
- Ancestral Voices (1998) — у співавторстві з Гарднером Дозуа
- Microcosmic Dog (1998)
- «Північний експрес» (Midnight Express, 1998)
- Archaic Planets: Nine Excerpts from the Encyclopedia Galactica (1998) — у співавторстві з Шоном Свонвіком (Sean Swanwick)
- Vergil Magus: King Without Country (1998) — оповідання недописане померлим Авраамом Девідсоном (Avram Davidson) та завершене Свонвіком
- «Швидкий пульс машини» (The Very Pulse of the Machine, 1998) — Hugo Award'99
- «Давні механізми» (Anciet Engines, 1999)
- «Зелений вогонь» (Green Fire, 1999) — у співавторстві з Ейлін Ганн (Eileen Gunn), Енді Дунканом (Andy Duncan) та Петом Мерфі
- «Великий день бронтозавра» (Riding the Giganotosaur, 1999)
- «Скерцо з тиранозавром» (Scherzo with Tyrannosaur, 1999) — Hugo Award'2000
- Puck Aleshire's Abecedary (1997—1999) — складається з 26 мікрооповідань, написаних в різний час
- The Raggle Taggle Gypsy-O (2000)
- The Madness of Gordon Van Gelder (2000)
- Mickelrede, or, The Slayer and the Staff (2000) — оповідання, недописане померлим Авраамом Девідсоном, що було завершене Свонвіком
- «Місячні пси» (Moon Dogs, 2000)
- Humanity 2.1 (2001)
- After Science Fiction Died (2001)
- Minor Planets: Phoebe (2001)
- Cigar-Box Faust (2001)
- «Собака сказав гав-гав» (The Dog said Bow-Wow, 2001) — Hugo Award'02
- «Полування на Велике Біле» (Hunting the Great White, 2001)
- Teller (2001)
- «Періодична таблиця наукової фантастики. Елементи з 1 до 25» (Periodic Table of Science Fiction 1-25, 2001) — 25 мікрооповідань
- «Періодична таблиця наукової фантастики. Елементи з 26 до 100» (Periodic Table of Science Fiction 26-100, 2001—2002) — ще 75 мікрооповідань
- Hello, said the Stick (2002)
- Ubiquitous Computing (2002)
- One Fine Morning in Spring… (2002)
- The Moon-Poet (2002)
- Death and the Housekeeper (2002)
- His Flea Wife (2002)
- Pirates (2002)
- Jack Hammett, Precognitive Detective (2002)
- Scribble, Scribble, Scribble (2002)
- What Would Bob the Angry Flower Do? (2002)
- Warren Zevon (2002)
- «Повільне життя» Slow Life (2002)
- nissassA (2003)
- The Court of Public Opinion (2003)
- Like the Boiled Eggs in Isaac Asimov (2004)
- Inconsequence and Moonlight — не опубліковане

### Статті, есе, літературознавчі праці
- «Постмодернізм: посібник користувача» (A User's Guide to the Postmoderns, 1986)
- «Дивний випадок Рафаеля Алосіуса Лафферті» (The Strange Case of Raphael Aloysius Lafferty, 1993)
- «Загибель мага: два міфи» (The Death of the Magus: Two Myths, 1994)
- «За традицією…» (In the Tradition …, 1994)
- «Рік 2000. Коротка форма у фантастиці»
- «Бути Гарднером Дозуа» (Being Gardner Dozois, 2001) — Locus Award'02

## Переклади українською
- Майкл Свонвік. Повільне життя. Пер. з англ. Богдана Стасюка в часописі «Всесвіт» у 2005 році[2].
- Майкл Свонвік. Донька залізного дракона. Пер. з англ. Євгена Онуфрієнка. — Київ: Видавництво Жупанського, 2022. — 488 с.